# 堀達之助
堀 達之助（ほり たつのすけ、文政6年11月23日（1823年12月24日） - 1894年1月3日（明治27年）は、江戸時代末期（幕末）の江戸幕府阿蘭陀通詞（オランダ通詞）、辞書編纂者、教育者、開拓使官僚。ペリー来航時に通訳を務めたのち、蕃書調所教授に就き、日本で最初に刊行された英和辞典である『英和対訳袖珍辞書』を編纂するなど、日本の英語研究の基礎を築き、日本初の新聞となる『官板バタビヤ新聞』も発行した。名は徳政、徳祉。達之とも。隠居後は達五と称した。

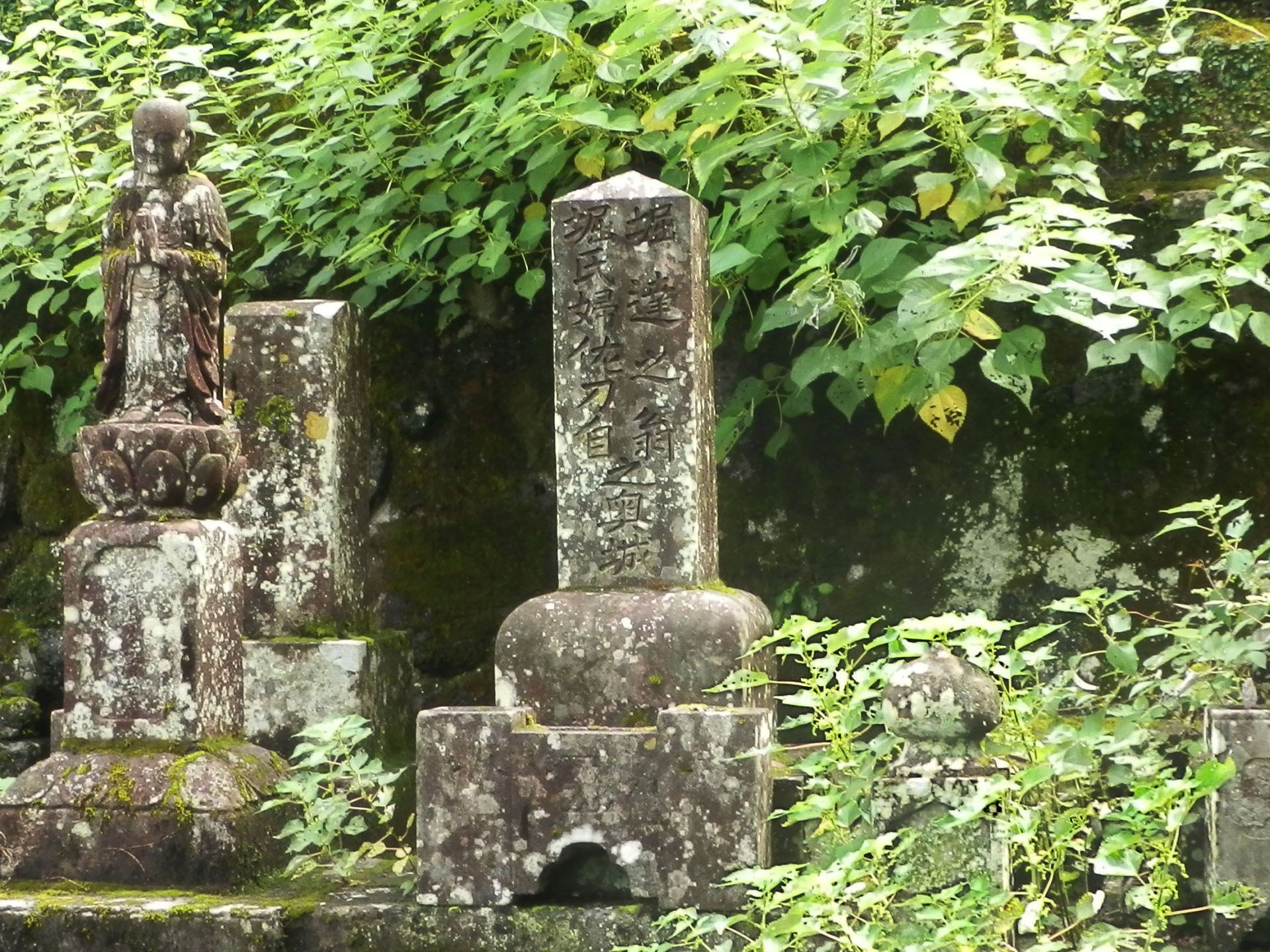
堀達之助の墓

## 生涯
文政6年（1823年）、阿蘭陀通詞（オランダ通詞）・中山作三郎（中山武徳）と陳の五男に長崎で生まれる。後に通詞・堀儀左衛門（堀政信）の養嗣子となる。
弘化2年（1845年）、小通詞末席となる。嘉永元年（1848年）にはアメリカ合衆国捕鯨船員のラナルド・マクドナルドより日本で初めて英語を学んだといわれる。また、捕鯨船ラゴダ号の乗組員の通訳担当者を務めた。嘉永6年（1853年）、マシュー・ペリー率いる4隻のアメリカ東インド艦隊が来航した時（黒船来航）には浦賀奉行所与力・中島三郎助に同行して交渉を担当。ペリー提督が乗船する旗艦・サスケハナ号に番船を横付けした際に堀が発した第一声は"I can speak Dutch!"（私はオランダ語を話すことができる）であったといわれており、アメリカ側通訳のオランダ人アントン・ポートマン（後に駐日米国代理公使）を介し、その後の交渉も主にオランダ語で行われた。
安政元年（1854年）のアメリカ合衆国東インド艦隊の再来航でも活躍し、アメリカ側からも好評価を受けている。日米和親条約の翻訳にも関与し、その締結後は下田詰めとなる。しかし、下田に滞在していたドイツ商人リュードルフが、ドイツ（プロイセン、オーストリアおよびドイツ関税同盟諸国）も米英露と同様の条約を締結したい旨の要求書簡を幕閣に報告せず独断で処理しようとしたと咎められ、安政5年（1858年）9月、入牢処分となった。この事件は冤罪ともいわれており、獄中では吉田松陰と文通し、以後交流を続けた。
安政6年（1859年）12月、古賀謹一郎の尽力により出獄し、蕃書調所対訳辞書編輯主任に迎えられる。万延元年（1860年）12月には筆記方も兼務して外国新聞の翻訳作業にあたり、文久2年（1862年）1月に、日本初の新聞となる『官板バタビヤ新聞』を発行した。一方で、文久元年（1861年）に西周とともに教授方に就任し、翌文久2年（1862年）には主任となって洋書調所より『英和対訳袖珍辞書』を日本初の英和辞書として刊行するに至った。また、文久3年（1863年）には開成所教授となった。
慶応元年（1865年）には、箱館に赴任し箱館奉行通詞を務める。名村五八郎の後任として『英語稽古所』を引き継いで英語通詞の育成も行い、翌慶應2年（1866年）には『函館洋学所』を開設する。また、『函館文庫』を作り、箱館奉行所の洋書の保存に努めた。
明治維新後の明治元年（1868年）には箱館裁判所参事席、文武学授掛に任じられるが、箱館戦争のため南部に避難する。翌年箱館に戻り、維新後は開拓使に務め、明治3年（1870年）開拓大主典、明治5年（1872年）一等訳官に就いた。その間、開拓使時代の明治3年に豪商・柳田藤吉が函館に作った『北門社郷塾』で英語教師を務め、明治5年に同塾が廃止されると『開拓使立函館学校』（開拓使仮学校）で英学を教えた。
明治5年（1872年）に依願退職して長崎に帰り、後に五代友厚の片腕となっていた次男・孝之がいる大阪に移って、そこで死去した。墓所は長崎県長崎市鍛冶屋町大音寺墓域内の堀家墓地。

## 親族
- 次男の堀孝之（壮十郎、宗次郎）も長崎で生まれてオランダ通詞を継ぎ、通訳として薩摩藩英国留学生の一員として参加し、新納久脩・五代友厚・寺島宗則とともにヨーロッパ各国を回った[9]。
- 曾孫に堀豊彦（政治学者）、玄孫に堀孝彦（倫理学者）がいる。

## 堀達之助が登場する作品
小説
- 吉村昭『黒船』（中公文庫、1994年）

ドラマ
- 『徳川慶喜』（NHK大河ドラマ、1998年）
- 『龍馬伝』（NHK大河ドラマ、2010年）